# Хуан Вэйлян
Хуан Вэйлян (кит. 黄惟亮, конец X века)— китайский художник, работавший в жанре цветов и птиц. Внук известного художника, одного из основоположников этого жанра Хуан Цюаня и племянник также известного представителя этого жанра Хуан Цзюйцая. Последователь и пропагандист техники, созданной его дедом.